# 8306 Shoko
8306 Shoko eller 1995 DY1 är en asteroid i huvudbältet som upptäcktes den 24 februari 1995 av den japanska astronomen Akimasa Nakamura vid Kuma Kogen-observatoriet. Den är uppkallad efter den japanske artisten och journalisten Shoko Sawada.